# Stenotyla lendyana
Stenotyla lendyana är en orkidéart som först beskrevs av Heinrich Gustav Reichenbach, och fick sitt nu gällande namn av Robert Louis Dressler. Stenotyla lendyana ingår i släktet Stenotyla och familjen orkidéer. Inga underarter finns listade i Catalogue of Life.